# 프레디 머큐리 추모 콘서트
프레디 머큐리 추모 콘서트(영어: The Freddie Mercury Tribute Concert)는 1992년 4월 20일 잉글랜드 런던 웸블리 스타디움에서 퀸의 보컬인 프레디 머큐리의 추모를 위해 행해진 콘서트이다.
프레디 머큐리의 사인이 에이즈에 의한 합병증으로, 남겨진 퀸의 멤버인 브라이언 메이, 로저 테일러, 존 디콘이 중심이되어, 에이즈 퇴치를 위한 자선 콘서트로 진행됐다.
수용 인원은 72,000명이였다.